# Faith School Menace

Faith School Menace? est un documentaire télévisé présenté par Richard Dawkins. Il explore les effets d’écoles religieuses (écoles confessionnelles) sur les étudiants qui les fréquentent et sur la société en général, en prenant des exemples en particulier des écoles religieuses du Royaume-Uni. Le but qu'il recherche est de trouver un "équilibre entre le droit des parents d’éduquer leur enfant dans leur propre religion, et le droit de l’enfant de déterminer ses propres croyances et d’approcher le monde avec un esprit sincèrement ouvert". 
Au moment de sa diffusion, un tiers des écoles britanniques avaient une affiliation religieuse quelconque. On a refusé l’entrée de Dawkins dans des écoles confessionnelles juives et catholiques, mais il a pu filmer dans une école musulmane, où on explique aux enfants ce qu’est la théorie de l’évolution de Darwin, tout en leur disant qu’elle n’est pas  vraie. 
Il a été diffusé pour la première fois sur la chaine More4, le 18 août 2010.